# Liste des intendants de la généralité de Metz
La Généralité de Metz est la circonscription des intendants de Metz, pays Messin et des Trois-Évêchés, leur siège est Metz.
Les intendants de police, justice et finances sont créés en 1635 par un édit de Louis XIII, à la demande de Richelieu pour mieux contrôler l'administration locale.

## Liste des intendants de la généralité de Metz
| Date        | Nom | Titre |
| ----------- | --- | --- |
| 1630 - 1632 | Isaac de Juyé (vers 1583-25 septembre 1651) seigneur de Moricq maître des requêtes en 1616. Intendant en Dauphiné, Touraine, Berry, Poitou et Guyenne. Par commission du 27 décembre 1630, il est intendant des finances et de justice de Champagne, ville et pays de Metz, Toul et Verdun. Il est conseiller d'État en 1632 dont il meurt doyen | Intendant des finances et de justice de Champagne, ville et pays de Metz, Toul et Verdun                                 |
| 1633        | Louis Lefebvre-Chantereau (1588-1658) auparavant intendant de Picardie, président des trésoriers de France à Soissons. Il est nommé le 26 octobre 1633 intendant de justice, police et finance de Lorraine, Barrois et des évêchés de Metz, Toul et Pays-Messin. Commissaire à l'évaluation du domaine de Sedan | |
| 1636        | Anne Mangot sieur de Villarceaux nommé à la fin de l'année 1636 intendant de justice, police et finance de Lorraine, Barrois et des évêchés de Metz, Toul et Pays-Messin | |
| 1637        | Nicolas Rigault (1577-23 février 1653) Érudit, il est d'abord garde de la bibliothèque de roi grâce à la protection du président de Thou après le départ d'Isaac Casaubon en 1610, avocat au parlement de Paris, il est désigné par Richelieu pour participer à la fondation du parlement de Metz, nommé conseiller au parlement de Metz par les lettres-patentes du 7 juillet 1633. Le parlement est installé le 26 août où il est reçu second conseiller le 6 septembre 1633. À peine installé à Metz, Louis XIII envahit la Lorraine et crée une cour souveraine à Nancy en nommant des parlementaires de Metz. Il est reconnu procureur général à la cour souveraine de Lorraine le 16 septembre 1634. Le conseil souverain est supprimé en 1637 et il est nommé le 21 mai 1637 sous le titre d'intendant de la justice et police de la ville, du gouvernement de Metz, après la séparation de Metz de l'intendance de Lorraine. En 1650, il est député à Metz auprès du gouverneur militaire de Metz, le maréchal de Schomberg, pour rétablir à Metz le parlement qui siégeait alors à Toul. | |
| 1641        | Nicolas Vignier (baron) chevalier, baron de Ricey maître des requêtes, intendant de justice, police et finance de Lorraine, Barrois, évêchés de Metz, Toul et Verdun, camps et armées du roi quand les évêchés ont été à nouveau réunis à l'intendance de Lorraine | |
| 1646        | Jean-Hector de Marle seigneur de Beaubourg président au Grand Conseil, intendant de justice, police et finance ès-dits pays | |
| 1651 - 1657 | Charles Le Jay de Tilly ( -1671) chevalier, baron de Tilly conseiller au Grand Conseil en 1638, maître des requêtes le 28 février 1642, intendant de justice, police et finance de Lorraine, Barrois, évêchés de Metz, Toul et Verdun en 1651, intendant de Tours en 1661, intendant en Guyenne en 1662, intendant à Limoges en 1664 | |
| 1657 - 1661 | Jean-Baptiste Colbert de Saint-Pouange (1602-24 avril 1663) chevalier, seigneur de Villacerf, Saint-Pouange et Turgis Il est le cousin de Jean-Baptiste Colbert et le père de Jean-Baptiste-Michel Colbert de Saint-Pouange intendant à Metz puis intendant de Picardie (1662-1663) | |
| 1661        | Charles Colbert de Croissy (1625-26 juillet 1696) marquis de Croissy conseiller au parlement de Metz le 9 mai 1656, nommé auparavant intendant des finances et de la police par Mazarin pour la Haute et Basse Alsace. Le Conseil souverain d'Alsace situé à Ensisheim est créé par un édit de septembre 1657. Un édit du 26 septembre 1658 nomme les commissaires de ce Conseil souverain et désigne Charles Colbert de Vandières, marquis de Croissy, comme premier président. Charles Colbert, seigneur de Saint-Marc, est désigné comme procureur général de ce conseil. En 1661 on lui ajoute l'intendance de Metz. En novembre 1661, il est pourvu de la quatrième charge de président à mortier du parlement de Metz où il est reçu le 14 février 1662. Il quitte alors son poste d'intendant d'Alsace. | |
| 1662        | Jean-Paul de Choisy ( -1697) chevalier, seigneur de Beaumont, fils de Jean de Choisy (1598-20 février 1660), intendant en Champagne en 1639, frère de l'abbé de Choisy En 1654, il est conseiller en la chambre de l'édit de Castres qui dépend du parlement de Toulouse chargé de vérifier l'application de l'édit de Nantes. Il est chancelier du duc d'Orléans en 1656. Maître des requêtes, il est intendant d'Auvergne, intendant de la justice, police et finances en la généralité de Metz, Luxembourg et frontières de Champagne. Il doit se retirer en 1673 sur plainte du parlement qui juge qu'il est trop tolérant vis-à-vis des protestants | |
| 1673        | Mathias Poncet de la Rivière (1636-20 août 1693) chevalier, comte d'Ablis, seigneur de la Rivière et de Boussinghen, baron de Presle. . Frère de Michel Poncet de la Rivière, évêque d'Uzès, père de Michel Poncet de la Rivière, évêque d'Angers conseiller au parlement de Paris le 30 août 1658, conseiller du roi en ses conseils d'État et privé, maître des requêtes ordinaire de son Hôtel en mars 1665, intendant de justice, police, finances et des troupes dans la Haute et Basse Alsace, pays du Suntgau, Brisgau, et terres adjacentes (1670-1673), puis intendant à Metz (juillet 1673-1674), puis commissaire départi en Berry (août 1674-1682). Il est nommé président du Grand Conseil le 11 septembre 1676, et termine intendant à Limoges (1682-1684). Conseiller d'État | |
| 1674        | Antoine Barillon de Morangis ( -18 mai 1686) chevalier, sieur de Louans et de Montigny, frère de Jean-Paul Barrilon d'Amoncourt, marié à Catherine Boucherat, fille de Louis Boucherat, chancelier de France conseiller au parlement de Paris en 1662, maître des requêtes ordinaire de l'Hôtel du roi le 12 mai 1672, intendant à Metz, puis intendant à Alençon en 1677,intendant à Caen en 1682 et intendant d'Orléans, le 7 mars 1686 jusqu'à sa mort | |
| 1677        | François Bazin de Brandeville chevalier, seigneur de Brandeville, Saint-Cyr, Morsan, parent du maréchal Jacques Bazin de Bezons conseiller au Chatelet de Paris, conseiller au Grand Conseil, maître des requêtes, intendant à l'armée de Turenne en 1675, intendant à Caen en 1676, intendant à Metz, Luxembourg et frontières de Champagne (1677-1681). Il succède le 11 avril 1682 au marquis de Feuquières comme ambassadeur en Suède d'avril jusqu'au 27 septembre 1682 | |
| 1682        | Jacques Charuel (1616-1691) chevalier il a d'abord été commis de Jean-Baptiste Colbert de Saint-Pouange, intendant de police, justice et finances et d'armée en Franche-Comté en 1668 mais la France se retire e la Franche-Comté à la signature du traité d'Aix-la-Chapelle, intendant à Ath et Courtrai en 1669, intendant des camps et armées en Lorraine en 1670, intendant d'armée en Flandre en 1672, intendant de la généralité de Metz, duché de Luxembourg et comté de Chiny où il meurt en poste | |
| 1691        | Guillaume de Sève chevalier, seigneur de Châtillon-le-Roi, fils d'Alexandre de Sève maître des requêtes, intendant en Guyenne, premier président du parlement de Metz, intendant ès-mêmes pays | |
| 1697        | Charles-Étienne Turgot de Sousmont (1670-22 mai 1722) chevalier, seigneur de Sousmont, fils de Dominique Turgot, intendant à Tours, né posthume. Il est le père de Michel-Étienne Turgot, prévôt des marchands de Paris, et grand-père de Jacques Turgot avocat du roi aux requêtes de l'Hôtel, maître des requêtes en 1690, intendant de la généralité de Metz, duché de Luxembourg, comté de Chiny et frontières de Champagne, puis intendant à Tours en 1704, ensuite intendant à Moulins (1709-1716) | |
| 5 mai 1700  | Dominique-Claude Barberie de Saint-Contest (2 novembre 1668-22 juin 1730) seigneur de Saint-Contest, fils de Michel Barberie de Saint-Contest, intendant à Limoges conseiller au Châtelet par provisions du 21 décembre 1687 reçu le 14 janvier 1688, conseiller au parlement de Paris le 25 août 1689, maître des requêtes le 14 janvier 1696, intendant de la généralité de Metz, frontière de la Sarre et Luxembourg (1700-1715). Le 18 septembre 1715 il est conseiller au conseil de guerre (polysynodie), conseiller d'État semestre le 26 novembre 1716, maître des requêtes honoraire le 23 mars 1717, ambassadeur au congrès de Cambrai le 1er février 1721, conseiller d'État ordinaire le 25 février 1724 | Intendant de justice, police et finances en la généralité de Metz, frontières de Champagne, de la Sarre et du Luxembourg |
| 1716        | Louis-Auguste-Achille de Harlay de Cély ou de Bonneuil (4 février 1679-27 décembre 1739) comte de Cély, fils de Nicolas-Auguste Harlay de Bonneuil, intendant de Bourgogne en 1683 conseiller au parlement de Paris en 1696, maître des requêtes ordinaire en 1707, intendant de Béarn (1712-1716), il est nommé le 9 octobre 1715 intendant du département de Metz, frontières de Champagne, du Luxembourg et de la Sarre, maître des requêtes honoraire en 1719, conseiller d'État en 1723, puis intendant d'Alsace (1724-1728), intendant à Paris en 728 | Intendant de justice, police et finances au département de Metz, frontières de Champagne, du Luxembourg et de la Sarre   |
| 1721        | Jean-François de Creil de Bournezeau (1684-1762) marquis de Creil, Bournezeau, baron de Brillac et autres lieux, fils de Jean de Creil, marquis de Creil-Bournezeau (1651-1709), intendant à Moulins (1684-1686) puis intendant à Orléans (1686-1694) maître des requêtes, intendant à La Rochelle (1716-1720) | Intendant de justice, police et finances au département de Metz, frontières de Champagne, du Luxembourg et de la Sarre   |
| 1754        | Antoine-Louis-François Lefebvre de Caumartin (1725-1803) marquis de Saint-Ange, comte de Moret maître des requêtes, ancien président au Grand Conseil, le 29 mars 1754 il était nommé intendant au département de Metz, frontières de Champagne du Luxembourg et de la Saare, puis le 21 mars 1756, intendant en Flandre et y resta jusqu'en août 1778. chancelier et garde des sceaux de l'ordre royal et militaire de Saint-Louis, prévôt des marchands de Paris (1778-1784) | Intendant de justice, police et finances au département de Metz, frontières de Champagne, du Luxembourg et de la Sarre   |
| 1756        | Jean-Louis de Bernage de Vaux seigneur de Vaux maître des requêtes, intendant à Moulins (1744-1756), intendant de la généralité de Metz, grand croix de l'ordre royal et militaire de Saint-Louis | Intendant de justice, police et finances au département de Metz, frontières de Champagne, du Luxembourg et de la Sarre   |
| 1766        | Charles Alexandre de Calonne (20 janvier 1734-30 octobre 1802) procureur du roi au parlement de Douai, maître des requêtes, intendant à Metz, puis intendant en Flandre le 13 mai 1778. Il est appelé le 3 novembre 1783 pour être contrôleur général des finances en 1783 | Intendant de justice, police et finances au département de Metz, frontières de Champagne, du Luxembourg et de la Sarre   |
| 1778 - 1790 | Jean Samuel de Pont de Monderoux (1725-1805) seigneur de Monderoux maître des requêtes en 1755, intendant à Moulins (1766-1777) | Intendant de justice, police et finances au département de Metz, frontières de Champagne, du Luxembourg et de la Sarre   |